# Theodore Pollock Ferguson
Theodore Pollock Ferguson (Mansfield, Ohio 10 januari 1853 – Los Angeles, Californië 12 juli 1920) was een pionier en leider in de Amerikaanse heiligingsbeweging en een christelijke evangelist en maatschappelijk werker die medeoprichter was van de Peniel Mission en Peniel Missionary Society .
Ferguson werd geboren op 10 januari 1853 in Mansfield, Ohio in Richland County, Ohio . Hij bekeerde zich in 1875 in Oberlin, Ohio. Dit gebeurde door de prediking van evangelist Charles Finney.
Hij werd predikant in de United Presbyterian Church. In 1879 verhuisde hij naar Santa Barbara, Californië.
In 1880 kreeg hij een doop met de Heilige Geest tijdens een heiligheidsopwekkingsbijeenkomst in Californië. Hij werd een rondreizende prediker. Op 7 juni 1883 trouwde hij met Manie Payne Ferguson. Ze verhuisden naar Los Angeles, Californië. Op 11 november 1886 richtten zij de Los Angeles Mission op, later de Peniel Missie genoemd.
Theodore Ferguson overleed op 12 juli 1920 in Los Angeles.